# Leiste (Bauteil)

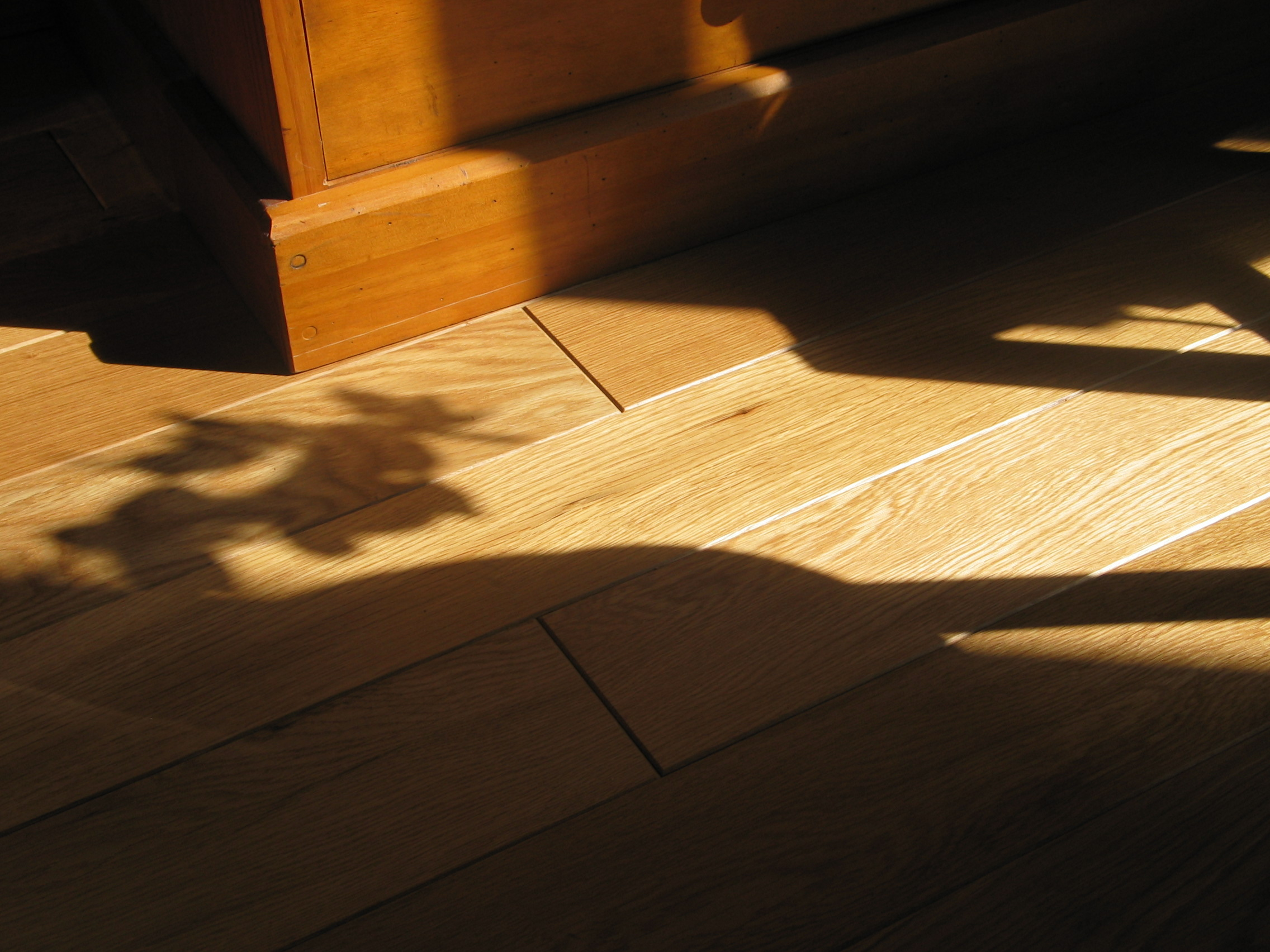
Sockelleiste an einem Holzschrank

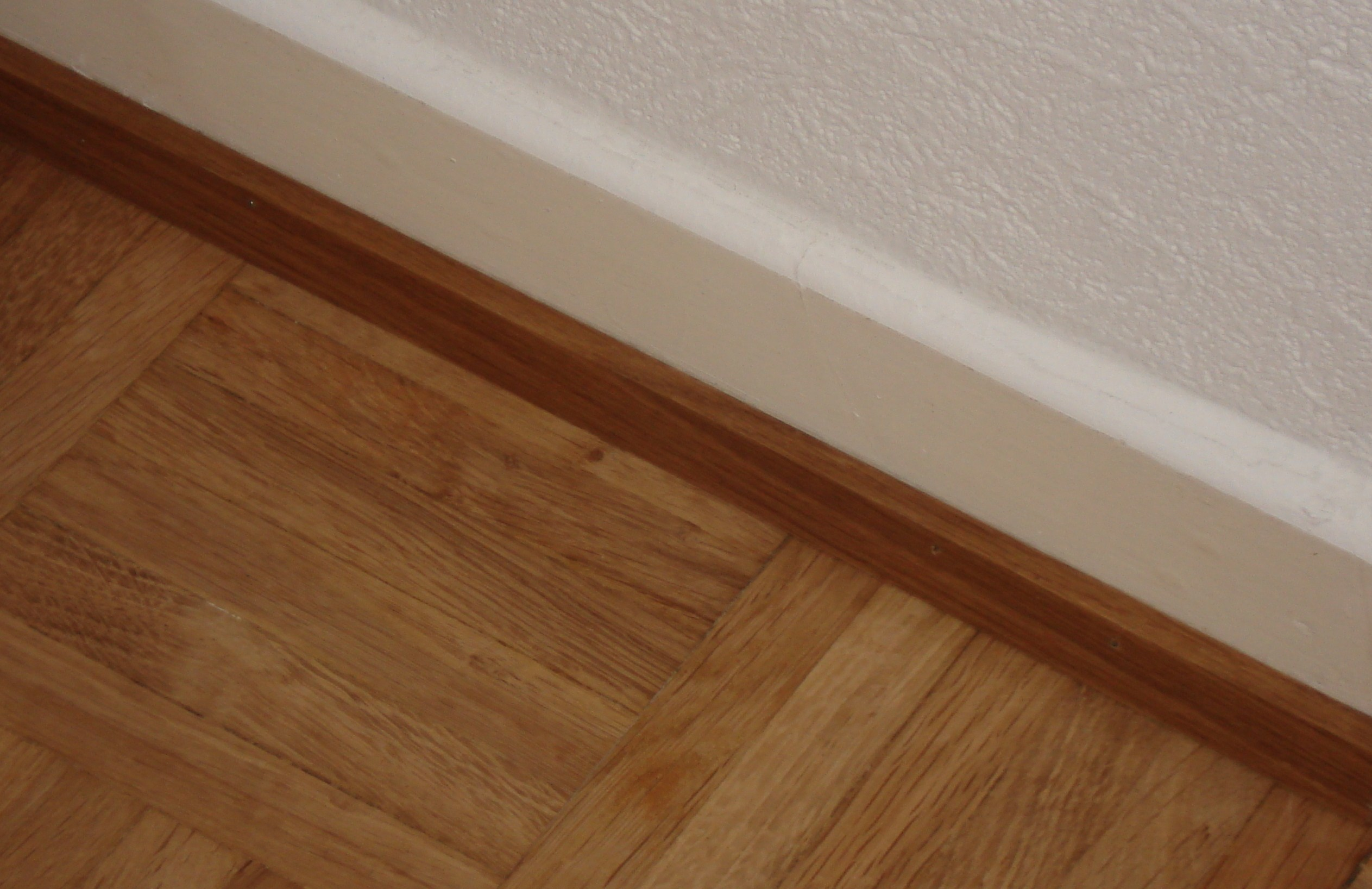
Fußbodenleiste

Eine Leiste ist ein schmales, meistens langes Bauteil aus Holz, Metall, Kunststoff oder anderem Material, die im Gegensatz zu einer Latte in der Regel nur eine dekorative Funktion erfüllt.
Leisten werden häufig an der Wand angebracht, um den Spalt zum Fußboden, zur Wandvertäfelung oder zur Deckenverkleidung zu überdecken. Fußleisten dienen zugleich auch dem Schutz der Wand vor Verschmutzung und Stößen durch vorbeistreichende Besen, Scheuerlappen oder Stuhlbeine.
Spezielle Leisten sind die
- Fußleiste, auch Kehrleiste, Scheuerleiste oder Sockelleiste, in Österreich auch Sesselleiste
- Deckenleiste
- Zierleiste
- Deckleiste, etwa zwischen den Brettern einer Leistenschalung

## Verwendung
Leisten decken häufig Fugen ab oder dienen rein dekorativen Zwecken. 
Fuß- und Deckenleisten bestehen meist aus Holz, Kunststoff oder auch Holzfaserwerkstoffen wie MDF. Sie werden in verschiedenen Varianten gefertigt. Neben Leisten mit außen sichtbaren Schraubköpfen gibt es auch Steckleisten, die mit leichtem Druck auf einer zuvor angebrachte Haltevorrichtung aufgesteckt werden. Hohl ausgebildete Leisten sind auch als Kabelkanal oder Heizleiste nutzbar.

### Zierleisten
Zierleisten dienen der Verzierung. Neben Holzleisten im Möbelbau und Innenausbau werden etwa bei Kraftfahrzeugen und Anhängern auch Metall- und Kunststoffleisten eingesetzt. Letztere dienen als Gestaltungselement zur Verzierung von Türeinsätzen.